# Norium
| ❮ | System    | Serie       | Stufe     | ≈ Alter (mya) |
| ❮ | später    | später      | später    | jünger        |
| - | --------- | ----------- | --------- | ------------- |
| ❮ | T r i a s | Obertrias   | Rhaetium  | 201,3 ⬍ 208,5 |
| ❮ | T r i a s | Obertrias   | Norium    | 208,5 ⬍ 228   |
| ❮ | T r i a s | Obertrias   | Karnium   | 228 ⬍ 235     |
| ❮ | T r i a s | Mitteltrias | Ladinium  | 235 ⬍ 242     |
| ❮ | T r i a s | Mitteltrias | Anisium   | 242 ⬍ 247,2   |
| ❮ | T r i a s | Untertrias  | Olenekium | 247,2 ⬍ 251,2 |
| ❮ | T r i a s | Untertrias  | Indusium  | 251,2 ⬍ 251,9 |
| ❮ | früher    | früher      | früher    | älter         |

Das Norium (Nor) ist in der Erdgeschichte die mittlere chronostratigraphische Stufe der Obertrias, die geochronologisch dem Zeitraum vor etwa 228 bis etwa 208,5 Millionen Jahren entspricht und somit rund 19,5 Millionen Jahre dauerte. Die vorhergehende Stufe ist das Karnium, die nachfolgende Stufe das Rhaetium.

## Namensgebung und Geschichte
Die ursprüngliche Typlokalität liegt in den Norischen Alpen (Österreich), die namensgebend für die Stufe war. Edmund von Mojsisovics schlug Stufe und Name 1869 vor.

## Definition und GSSP
Der Beginn der Stufe wird durch die Basis der Ammoniten-Zone Klamathites macrolobatus oder Stikinoceras kerri und durch die Conodonten-Zonen Metapolygnathus communisti oder Metapolygnathus primitius definiert. Das Ende der Stufe wurde durch das Erstauftreten der Ammoniten-Art Cochloceras amoenum definiert. Außerdem treten nahe der Basis auch die Conodonten Misikella spp. und Epigondolella mosheri erstmals auf, ebenso die Radiolarien-Art Proparvicingula moniliformis. Ein offizieller GSSP (global gültige Typlokalität und Typprofil) wurde noch nicht verabschiedet.

## Untergliederung
Das Norium wird im Tethysbereich in sechs Ammoniten-Zonen untergliedert:
- Halorites macer-Zone
- Himavatites hogarti-Zone
- Cyrtopleurites bicrenatus-Zone
- Juvavites magnus-Zone
- Malayites paulckei-Zone
- Guembelites jandianus-Zone

Regional wird das Norium in die Unterstufen Lacium (Lac), Alaunium (Alaun) und Sevatium (Sevat) unterteilt.